# Emilio Rojas
Emilio Rojas (1948, ciudad de México) es un escritor mexicano, nacido en el seno de una familia típica de los años 40 siendo su madre Carmen Hernández y su abuela Concepción Zarraga quienes en su primera infancia le ayudaran a moldear parte del carácter que lo llevaría a seguir su interés por el arte y finalmente dedicarse a la escritura.
En New York está considerado como uno de los escritores contemporáneos a nivel mundial. Tiene publicaciones de poesía, novela y teatro; en el género del relato, es uno de los mejores escritores de la fábula, el apólogo y la parábola.
Ha realizado libros de antologías cuentísticas de autores diversos; su trabajo se ha extendido como guionista (Editorial Gaviota, 1969), periodista (Periódico  Ovaciones, 2da edición, 1974), fundador y director de la revista cultural Expresión y Tiempo (1989), editor (desde 1984 con su primer libro: Pequeño Hombre), y en autor de la Enciclopedia de la Ortografía del Idioma Español, y por ello, en los Estados Unidos y México, se le reconoce en el ámbito de la educación, como el primer científico de la ortografía española.
La Enciclopedia de la Ortografía del Idioma Español –la primera que se hace en 500 años de hispanidad–, a través del Consejo Nacional para la Cultura y las Artes, y el Instituto Nacional de Bellas Artes, en el mes de marzo de 2004, fue presentada en el Palacio de Bellas Artes de la Ciudad de México, causando gran impacto en los medios de comunicación: periódicos, revistas radio y televisión.
A través de la Universidad de San Diego, California, en el año 2001, representó a los Estados Unidos, ante el entonces director de la Real Academia de la Lengua Española, el Dr. Víctor García de la Concha, con el tema “El Futuro de la Lengua Española”, evento que fue trasmitido vía circuito cerrado de televisión, a más de mil universidades de Estados Unidos, Canadá y América Latina, siendo su participación la única destacada por la elocuencia mediante la cual expuso, ante expertos en el tema, las conclusiones de sus investigaciones sobre la Ortografía del idioma Español, razón por la cual, el Departamento de Educación de California lo nombró el primer científico de la Ortografía Española, reconocimiento que posiciona a un mexicano como el único investigador de la ortografía española en el mundo.
Ese mismo año, con el Departamento de Educación de California, Estados Unidos, contribuyó como coescritor del libro “Estándares de Lecto-Escritura en Español de Kindergarden al duodécimo grado”, que actualmente representa, en palabras del departamento de Educación de California, “un firme paso para proveer uniformidad y estructura en el estudio, evaluación y capacitación de los maestros en la enseñanza del idioma español en California”. Con ese antecedente, Emilio Rojas ha impartido cursos y conferencias a miles de maestros dentro de la Unión Americana, desde escuelas de educación básica hasta universidades, así como en NABE (National Association for Bilingual Education), CABE (California Association for Bilingual Education), TABE (Texas Association for Bilingual Education), y dentro de esta asociación bilingüe de educación, están también las de Arizona, Colorado, Florida, Massachusetts, Nevada, New Mexico y New York.
En territorio mexicano, se ha presentado en la Ciudad de México y diversos estados, en instituciones de renombre nacional e internacional entre las que se cuentan: Universidad Nacional Autónoma de México, Instituto Politécnico Nacional, Instituto Tecnológico de Monterrey, Universidad Internacional (división de Humanidades y Estudios Lingüísticos), Universidad Pedagógica Nacional, Colegio de Bachilleres, Centros de Actualización Docente, Universidad la Salle, Universidad Autónoma del Estado de México, Universidad Autónoma Metropolitana, Universidad Tecnológica, Universidad de Guanajuato, Universidad Palafoxiana, Universidad Anglo Hispana Mexicana, entre otras muchas. Ha impartido conferencias magistrales para el Gobierno del estado de México, para varias supervisorías de educación pública en varios estados, así como atendido a invitaciones de diversas Presidencias Municipales, Asociaciones de Padres de familia, Casas de Cultura y en más de 100 Escuelas Normales Federales y Estatales en diversos estados.

## Trayectoria
•	1969. Labora como guionista en Editorial gaviota.
•	1973. Representa a la Carrera de Teatro de la Facultad de Filosofía y Letras, de la UNAM, en el 3er. Congreso Latinoamericano de Teatro, celebrado en Saltillo, Coahuila, que tuvo como invitada especial a la escritora Isabel Allende.
•	1974. Cursando la licenciatura en Literatura dramática y teatro en la UNAM, siendo representante de alumnos de la carrera de teatro, logró nuevas instalaciones dentro de la Facultad de Filosofía y Letras, además de maestros y presupuesto, ante su director, en ese momento, el Mtro. Ricardo Guerra, logrando que la carrera de teatro de la UNAM no desapareciera (sólo había ya, 45 alumnos en toda la carrera) y sea hoy, una carrera con cientos de alumnos.
•	1975. Es profesor de teatro: En la ahora Facultad de Estudios Superiores de la UNAM, campus Aragón; En el Colegio Oxford, con 
domicilio en la Colonia San Ángel de la Ciudad de México; y en FONAPAS (Fondo Nacional para las Actividades Sociales)
•	1976. En la obra Teatral West Side Story, presentada en el Teatro de Ciudad Universitaria de la UNAM, es coordinador de la obra.
•	1977. En el Centro Cultural de la UNAM, el Rector Guillermo Soberón Acevedo lo invita a ocupar el puesto de subjefe del Departamento 
de Música, administrando la Sala Netzahualcóyotl y a la OFUNAM (Orquesta Filarmónica de la UNAM). Años después, en 1981, es subdirector técnico del Centro Cultural de la UNAM, teniendo a su cargo la Sala Netzahualcóyotl, los Teatros Juan Ruiz de Alarcón y Sor Juana Inés de la Cruz; la Sala de Danza Miguel Covarrubias y las dos salas de cine: Julio Bracho y José revueltas.
•	1978. Es contratado como director de teatro por el Banco del Atlántico y presenta la obra: “Yo también hablo de la rosa” de Emilio Carballido, en el teatro del Deportivo Chapultepec, dentro de las Actividades Artísticas y Culturales de los XIII Juegos Deportivos Bancarios.
•	1980. Es asistente de dirección y actor en la obra “Fuera Mascaras” de Cecco y Chulak (de nacionalidad argentina) que dirigió José Estrada (vicepresidente de la SOGEM: Sociedad General de Escritores de México, sociedad a la que también pertenece Emilio Rojas), llevando en el elenco a Rita Macedo, Humberto Zurita y Ana Martín, entre otros. Con esta obra se recorrió la mayor parte de los estados de la República Mexicana.
•	1981. Es actor, director y empresario teatral, con la obra “Un Pícaro en la Familia” cuyo elenco fue conformado por Chepina Peralta, Alma Delfina, José María Iglesias, Pepe Flores y Eduardo Borja. Este mismo año trabajó como actor en la obra “El Estupendo Cornudo” que dirigió Ignacio Retes, en el teatro Juan Ruiz de Alarcón, en el Centro Cultural Universitario de la UNAM.
•	1983. Es invitado a pertenecer al Círculo del Mate que preside el padre Octaviano Valdés, en donde, en la calle de Protasio Gómez Tagle, en la colonia San Miguel Chapultepec, de la Ciudad de México, se llevaba a cabo los domingos de las 12:00 a las 14:00 horas. Entre otros muchos de los asistentes, estaban: Andrés Henestrosa, El “Chato” Noriega, Arturo Azuela, Tarsicio Herrera Zapien, Alí Chumacero, los hermanos Gómez Robledo, Ricardo Guerra, etc. En ese mismo año, contratado por Televisa, lleva de gira la obra Chorus Line, que se presentaba en el Teatro Insurgentes.
•	1984. Funda su primera editorial, actualmente Editorial Aspasia, S. A. de C. V. y publica su primer libro: Pequeño Hombre.
•	1985. Funda y es director de la Revista Cultural Expresión y Tiempo, cuyo propósito principal es dar oportunidad a todo novel escritor. Publica su libro: “La Historia de un Cualquiera no Siempre es Cualquier Historia.
•	1992. La Editorial Element, publica en inglés para Reino Unido, Estados Unidos y Australia, el libro Pequeño Hombre, con el título Little Friend, y es presentado en la Feria Internacional del Libro de Frankfurt, en Alemania. Después de esta feria, Emilio Rojas tiene la oportunidad de estar en el Vaticano, con el Papa Juan Pablo II y le obsequia esta obra. Publica el volumen II de la antología de Mitos, Leyendas, Cuentos, Fábulas, Apólogos y Parábolas.
•	1994. Publica el volumen lll de la antología de Mitos, Leyendas, Cuentos, Fábulas, Apólogos y Parábolas.
•	1997. A la escuela secundaria 302, “Luis Donaldo Colosio Murrieta”, con domicilio en la Delegación Contreras, de la ciudad de México, le ponen el nombre de Emilio rojas, a su biblioteca. Publica su obra: “Libro Mágico de la Fábula, el Cuento y la Leyenda.”
•	1999. Publica su libro: “El Cuento y las Corrientes Literarias.”
•	2001. Representa a los Estados Unidos de Norteamérica, a través de la Universidad de San diego California, ante la Real Academia de la Lengua Española con su director, en ese momento, el Dr. Víctor García de la Concha. Publica su libro: “Leyendas, Fábulas y cuentos para niños”.
•	2002. A invitación de la Delegación de Cuajimalpa, de la ciudad de México, en el ex-monasterio del Desierto de los Leones, presenta su libro: “Poemas de Amor de un Adolescente”, el cual es presentado por Carlos López Moctezuma. Publica su libro: “En busca de sí mismo.”
•	2003. Publica su libro: “Teatro Para Principiantes”. Publica su libro: “ La Ortografía del Idioma Español.” Colabora con el Departamento de educación de San Diego, California, en Estados Unidos, siendo coautor del libro: Estándares de Lecto-Escritura en Español.
•	2004. Publica su obra: Enciclopedia de la Ortografía del Idioma Español y se inaugura la Biblioteca Emilio Rojas, en la Secundaria oficial 919 “Jaime Nuno”, en Coacalco, en el Estado de México.
•	2006. Publica su obra: “Ejercicios de Ortografía Para Escribir con Excelencia.”
•	2008. Publica su libro: “Luna, Humanidad y otros Poemas.”
•	2014. En la Ciudad de México, en el teatro del Seguro Social “Ignacio Retes”, se presenta su obra musical “Historia de un Actor” con estudiantes del programa “Prepa Sí” que preside el Lic. Mario Delgado.
•	2015-2020. En cientos de escuelas públicas y privadas, en secundarias, bachilleratos, Normales y Universidades, da cursos de ortografía a estudiantes y maestros, y con el programa “Diálogos con el Autor” apoya al estudiantado en el manejo de valores y en la superación personal.
•	2021. Funda la Academia de la Ortografía y del Idioma Idioma Español, que tiene como propósitos ofrecer espacios propicios para que se conozca, se aprenda y se ame al idioma español.
•	1969. Labora como guionista en Editorial gaviota.
•	1973. Representa a la Carrera de Teatro de la Facultad de Filosofía y Letras, de la UNAM, en el 3er. Congreso Latinoamericano de Teatro, celebrado en Saltillo, Coahuila, que tuvo como invitada especial a la escritora Isabel Allende.
•	1974. Cursando la licenciatura en Literatura dramática y teatro en la UNAM, siendo representante de alumnos de la carrera de teatro, logró nuevas instalaciones dentro de la Facultad de Filosofía y Letras, además de maestros y presupuesto, ante su director, en ese momento, el Mtro. Ricardo Guerra, logrando que la carrera de teatro de la UNAM no desapareciera (sólo había ya, 45 alumnos en toda la carrera) y sea hoy, una carrera con cientos de alumnos.
•	1975. Es profesor de teatro: En la ahora Facultad de Estudios Superiores de la UNAM, campus Aragón; En el Colegio Oxford, con domicilio en la Colonia San Ángel de la Ciudad de México; y en FONAPAS (Fondo Nacional para las Actividades Sociales)
•	1976. En la obra Teatral West Side Story, presentada en el Teatro de Ciudad Universitaria de la UNAM, es coordinador de la obra.
•	1977. En el Centro Cultural de la UNAM, el Rector Guillermo Soberón Acevedo lo invita a ocupar el puesto de subjefe del Departamento de Música, administrando la Sala Netzahualcóyotl y a la OFUNAM (Orquesta Filarmónica de la UNAM). Años después, en 1981, es subdirector técnico del Centro Cultural de la UNAM, teniendo a su cargo la Sala Netzahualcóyotl, los Teatros Juan Ruiz de Alarcón y Sor Juana Inés de la Cruz; la Sala de Danza Miguel Covarrubias y las dos salas de cine: Julio Bracho y José revueltas.
•	1978. Es contratado como director de teatro por el Banco del Atlántico y presenta la obra: “Yo también hablo de la rosa” de Emilio Carballido, en el teatro del Deportivo Chapultepec, dentro de las Actividades Artísticas y Culturales de los XIII Juegos Deportivos Bancarios.
•	1980. Es asistente de dirección y actor en la obra “Fuera Mascaras” de Cecco y Chulak (de nacionalidad argentina) que dirigió José Estrada (vicepresidente de la SOGEM: Sociedad General de Escritores de México, sociedad a la que también pertenece Emilio Rojas), llevando en el elenco a Rita Macedo, Humberto Zurita y Ana Martín, entre otros. Con esta obra se recorrió la mayor parte de los estados de la República Mexicana.
•	1981. Es actor, director y empresario teatral, con la obra “Un Pícaro en la Familia” cuyo elenco fue conformado por Chepina Peralta, Alma Delfina, José María Iglesias, Pepe Flores y Eduardo Borja. Este mismo año trabajó como actor en la obra “El Estupendo Cornudo” que dirigió Ignacio Retes, en el teatro Juan Ruiz de Alarcón, en el Centro Cultural Universitario de la UNAM.
•	1983. Es invitado a pertenecer al Círculo del Mate que preside el padre Octaviano Valdés, en donde, en la calle de Protasio Gómez Tagle, en la colonia San Miguel Chapultepec, de la Ciudad de México, se llevaba a cabo los domingos de las 12:00 a las 14:00 horas. Entre otros muchos de los asistentes, estaban: Andrés Henestrosa, El “Chato” Noriega, Arturo Azuela, Tarsicio Herrera Zapien, Alí Chumacero, los hermanos Gómez Robledo, Ricardo Guerra, etc. En ese mismo año, contratado por Televisa, lleva de gira la obra Chorus Line, que se presentaba en el Teatro Insurgentes.
•	1984. Funda su primera editorial, actualmente Editorial Aspasia, S. A. de C. V. y publica su primer libro: Pequeño Hombre.
•	1985. Funda y es director de la Revista Cultural Expresión y Tiempo, cuyo propósito principal es dar oportunidad a todo novel escritor. Publica su libro: “La Historia de un Cualquiera no Siempre es Cualquier Historia.
•	1992. La Editorial Element, publica en inglés para Reino Unido, Estados Unidos y Australia, el libro Pequeño Hombre, con el título Little Friend, y es presentado en la Feria Internacional del Libro de Frankfurt, en Alemania. Después de esta feria, Emilio Rojas tiene la oportunidad de estar en el Vaticano, con el Papa Juan Pablo II y le obsequia esta obra. Publica el volumen II de la antología de Mitos, Leyendas, Cuentos, Fábulas, Apólogos y Parábolas.
•	1994. Publica el volumen lll de la antología de Mitos, Leyendas, Cuentos, Fábulas, Apólogos y Parábolas.
•	1997. A la escuela secundaria 302, “Luis Donaldo Colosio Murrieta”, con domicilio en la Delegación Contreras, de la ciudad de México, le ponen el nombre de Emilio rojas, a su biblioteca. Publica su obra: “Libro Mágico de la Fábula, el Cuento y la Leyenda.”
•	1999. Publica su libro: “El Cuento y las Corrientes Literarias.”
•	2001. Representa a los Estados Unidos de Norteamérica, a través de la Universidad de San diego California, ante la Real Academia de la Lengua Española con su director, en ese momento, el Dr. Víctor García de la Concha. Publica su libro: “Leyendas, Fábulas y cuentos para niños”.
•	2002. A invitación de la Delegación de Cuajimalpa, de la ciudad de México, en el ex-monasterio del Desierto de los Leones, presenta su libro: “Poemas de Amor de un Adolescente”, el cual es presentado por Carlos López Moctezuma. Publica su libro: “En busca de sí mismo.”
•	2003. Publica su libro: “Teatro Para Principiantes”. Publica su libro: “ La Ortografía del Idioma Español.” Colabora con el Departamento de educación de San Diego, California, en Estados Unidos, siendo coautor del libro: Estándares de Lecto-Escritura en Español.
•	2004. Publica su obra: Enciclopedia de la Ortografía del Idioma Español y se inaugura la Biblioteca Emilio Rojas, en la Secundaria oficial 919 “Jaime Nuno”, en Coacalco, en el Estado de México.
•	2006. Publica su obra: “Ejercicios de Ortografía Para Escribir con Excelencia.”
•	2008. Publica su libro: “Luna, Humanidad y otros Poemas.”
•	2014. En la Ciudad de México, en el teatro del Seguro Social “Ignacio Retes”, se presenta su obra musical “Historia de un Actor” con estudiantes del programa “Prepa Sí” que preside el Lic. Mario Delgado.
•	2015-2020. En cientos de escuelas públicas y privadas, en secundarias, bachilleratos, Normales y Universidades, da cursos de ortografía a estudiantes y maestros, y con el programa “Diálogos con el Autor” apoya al estudiantado en el manejo de valores y en la superación personal.
•	2021. Funda la Academia de la Ortografía y del Idioma Idioma Español, que tiene como propósitos ofrecer espacios propicios para que se conozca, se aprenda y se ame al idioma español.

## Obras

### Clásicos
En la literatura mexicana, dentro de sus 16 obras publicadas, Emilio Rojas tiene siete obras clásicas:
•	“Pequeño Hombre”
Este libro es un clásico en la literatura universal. Está considerado como el mejor libro de valores en la educación y es uno de los mejores libros filosóficos-poéticos.
En las escuelas lo utilizan en las materias de: Literatura, Español, Comprensión Lectora, Lectura y Redacción y en Formación Cívica y Ética para que los alumnos hagan su proyecto de vida, pero más lo utilizan a nivel personal y también como libro de regalo, por lo aportativo que es.
Esta obra tiene un poco más de cien relatos, entre cuentos, fábulas, apólogos, parábolas y pensamientos, y lo comparan con obras de Gibrán, Tagore, Hernán Hesse, la cuentística de Tolstoi, El principito de Saint-Exupery, entre otros autores y obras, y está excelentemente ilustrado en color azul.
https://emiliorojasescritor.com/pequeno-hombre/
•	“La Historia de un Cualquiera no Siempre es Cualquier Historia”.
El relato se hilvana con la historia de un muchacho que nace en la lucha cotidiana por la supervivencia de una familia venida de la provincia a la capital; el personaje, es rebelde y analítico frente a la parca realidad que le ofrece la metrópoli, como único horizonte para los de su clase. La infancia de sortea desde temprano mil y un oficios de los que la infelicidad, por toda ideología, le impulsa al cambio porque intuye que hay otro mundo mejor en esa misma urbe que le exige uñas y dientes para poder existir.
A lo largo de la narración, a medida que el personaje alcanza la adolescencia y la madurez, sus peripecias se convierten en una descripción costumbrista del inmediato pasado de México, de los años que cualquier lector puede recordar apuntalado por los acontecimientos sociales. Pero el discurso se sujeta en las cicatrices y en la memoria del protagonista que, desde una experiencia individual, se convierte, automáticamente, en una metáfora representativa de una realidad generalizable y reconocible. Pasajes personales con el valor de la visión de lo urbano, de la lucha por la supervivencia en una jungla de asfalto en que los sueños se parten en mil pedazos por el poderío de los más sagaces manipuladores de lo humano.
https://emiliorojasescritor.com/la-historia-de-un-cualquiera-no-siempre-es-cualquier-historia/
•	La trilogía de: “Mitos, Leyendas, Cuentos, Fábulas, Apólogos y Parábolas”, volúmenes I, II y III,
Esta obra es la historia de la humanidad de los últimos tres mil años, en su pensar y hacer, manifestó a través de su literatura y enseña las características para dilucidar, cuando es un mito, una leyenda, un cuento, una fábula, un apólogo y una parábola.
Los relatos son amenos y fáciles de leer –sin menoscabo de su profundidad y de sus distintas dimensiones estéticas-, deleitan e instruyen; divierten y estimulan; hacen pensar y, también, soñar.
Cada historia posee su propio encanto; cada relato es una estampa preciosa y única de alguna faceta de la humanidad; cada narración evoca uno o varios rasgos de la personalidad del alma humana.
https://emiliorojasescritor.com/mitos-leyendas-cuentos-fabulas-apologos-y-parabolas-vol-i/
•	“El cuento y las corrientes literarias”
Como complemento, un cuento de cada época ejemplifica a una corriente literaria y los autores que las representan son: Miguel de Cervantes Saavedra, Voltaire, Edgar Allan Poe, Anton Chejov, Guy de Maupassant, Oscar Wilde, Julio Verne, Rubén Darío, Franz Kafka, James Joyce y Amado Nervo, entre otros. Se agregó, además , lo que es la tradición oral.
https://emiliorojasescritor.com/el-cuento-y-las-corrientes-literarias/
•	“Leyendas, Fábulas y Cuentos, para niños”
Antología salida del corazón de grandes pensadores cuya preocupación ha sido el fomento de la imaginación, de la moral y de la educación, para de esta forma colaborar con la superación del ser humano desde sus primeros años de infancia.
https://emiliorojasescritor.com/libro-magico-de-la-leyenda-el-cuento-y-la-fabula/
•	La ortografía del idioma español Libro con ejercicios
El libro maneja a todo el idioma español que se compone de más de 950,000 palabras, pero en cuatro horas, ya haciéndose ejercicios, se manejan cientos de miles de palabras, sobre todo en la acentuación y esto, representa más de 30% de toda la problemática ortográfica.
Los problemas en la ortografía son muchos y también graves, primero, porque siempre se ha enseñado al azar ya que nunca se pudo indicar, para cada caso ortográfico, cuales son las principales reglas, a cuantas palabras abarcan y en donde están para poderlas usar. Un caso es la letra b que está en alrededor de 36,000 palabras, tiene cerca de 30 reglas, pero con el estudio de las 4 principales, se resuelve, con la 1ª regla, a 18,800 y están, en los 4,700 verbos que terminan en –ar y cada uno, en el copretérito, adquiere 4 palabras que llevan b: de cantar: cantaba, cantabas, cantábamos, cantaban. La 2ª regla resuelve 8,500 palabras; la 3ª, a 4,700 palabras, y la 4ª regla, a 3,000 palabras. En dos horas, ya haciéndose ejercicios, se resuelven 35,000 palabras de las 36,000 que llevan b. Ésta es la diferencia enorme de estudio y de aprendizaje.
https://emiliorojasescritor.com/la-ortografia-del-idioma-espanol-libro-con-ejercicios/
•	Ejercicios de ortografía para escribir con excelencia
¿Por qué la inmensa mayoría del hispanoparlante escribe mal muchas palabras de su propio idioma, incluyendo egresados de universidades de prestigio y hasta maestros?
La respuesta es muy sencilla: no se tenía en México, ni en ningún país hispano, un libro de Ortografía que verdaderamente pudiera enseñar; de haber existido, se podría decir, entonces, que escriben muy bien muchos grupos de profesionistas e inclusive profesores y, esto, sabemos que no es así.
Este libro de ejercicios, está basado en la Enciclopedia de la Ortografía del Idioma Español, que es la primera obra científica que se hace en 500 años de hispanidad, la cual está considerada ya como una aportación de México al mundo. Con este libro de ejercicios, se garantiza que, POR PRIMERA VEZ, se aprenderá ortografía, obteniéndose también el conocimiento y el significado de miles de palabras. Además se aumentará, considerablemente, el léxico personal.
https://emiliorojasescritor.com/ejercicios-de-ortografia-para-escribir-con-excelencia/

### Otras obras
•	En busca de sí mismo (apólogos y parábolas)
Esta obra, de apólogos y parábolas, nos ofrece una selección de joyas literarias escritas en el transcurso de los últimos 3,000 años, por los principales pensadores de todas las épocas; por ello, contiene obras que invitan a la reflexión, que despiertan el intelecto, que motivan a la superación personal.
Por lo anterior, este libro es una pequeña llave para esa puerta, siempre constante con nosotros, que se llama vivir, pero vivir verdaderamente, sin temor, sin apatía, con una percepción universal y siempre con gratitud por sentirnos vivos; con el potencial, intelecto y experiencia que dan los sinsabores, y los libros de los grandes pensadores, para tener, lo que toda humanidad busca: la felicidad, aunque ésta para cada quien, tenga un concepto y vivencia diferente.
https://emiliorojasescritor.com/en-busca-de-si-mismo-apologos-y-parabolas/
•	Luna, humanidad y otros poemas
Esta obra es un homenaje a la Luna, esa musa eterna, vasta, confidente, compañera de la Tierra y de La Humanidad, en la que de constante nos vemos como un reflejo, cubiertos con un halo de misterio y siempre esperando, esperándola, para tocar lo invisible y quizás… a la poesía.
Luna madre, luna hermana, luna hija, luna compañera, luna consuelo, luna guía, luna sentimientos; y como nosotros mismos, la humanidad, la propia vida, tan lejos y tan cercana, e inclusive, tan dentro de uno mismo.
Luna, Humanidad y Amor, en un devenir de la vida, con sus altas y bajas, convergen aquí, para hacernos recordar, aunque sea un poco, que somos un sueño dentro del sueño y que nuestro verdadero fin en esta Tierra es saber y tener… la magia de la vida.
https://emiliorojasescritor.com/luna-humanidad-y-otros-poemas/
•	Si cojeas del mismo pie… hablemos del amor ido
De la brevedad en la poesía nacen miniaturas en las que se concentra un desmesurado encanto; dan, todas, la impresión de un increíble cariño puesto ahí, con una dedicación por lo microscópico, un gigantismo por el detalle; por ello, la miniatura siempre resulta adorable.
El poemínimo lo es aún más, ya que debe de estar bien hecho y con una excelsa imaginación, manejarse el doble sentido y tener, casi siempre, un final inesperado, además de que, por lo general, debe ser lúdico.
En este libro, hoja tras hoja, es ir por los suburbios del amor, esas ciudades perdidas en las que, cuando menos una vez, hemos estado como inquilinos.
Un libro no sustituye al amor; pero podría llevarnos a aprender de nuestra propia experiencia para, un día, ser dignos del amor.
https://emiliorojasescritor.com/si-cojeas-del-mismo-pie-hablemos-del-amor-ido/
•	Teatro para principiantes
¿Cómo saber cuándo leemos o vemos una obra de teatro, si ésta es: tragedia, comedia, pieza, melodrama, obra didáctica, tragicomedia o pieza? ¿Cuándo nace el teatro, cuál es su historia, cuáles son las obras primigenias y quienes sus autores?
Todo lo anterior, y más, nos aporta esta obra que, precisamente, está concebida para que nos adentremos al maravilloso mundo del arte teatral e inclusive conocer, qué es: actuación, dirección, producción, caracterización, escenografía, piernas, traspunte, iluminación, soliloquio, etc., pues contiene un básico glosario teatral. Este libro se complementa con cuatro obras teatrales: Los Vendedores; Entre Secretarias; Historia de un Actor; y la paráfrasis de la obra El Cántaro Roto, de Henry Von Kleist.
https://emiliorojasescritor.com/teatro-para-principiantes/
•	Enciclopedia de la ortografía del idioma español. (ll tomos)
¿Por qué la mayoría de la población hispana escribe mal las palabras de su propio idioma, inclusive egresados de universidades de prestigio? La respuesta es muy sencilla, no había una obra de ortografía que verdaderamente les pudiera enseñar. La esencia de este grave problema, que por centurias existió, fue que nadie comprobó la eficacia de las normas que dictaba, además de que nunca se indicaron las reglas principales para cada caso ortográfico, originando con ello que alguien pudiera estudiar mucho y aprendiera poco, ya que la mayor parte de las normas existentes es para muy pocas palabras. Este obra dice y comprueba, dentro de las alrededor de un millón de palabras que tiene esta lengua, convirtiéndose así, en la primera obra científica de la ortografía del idioma español en más de 500 años de hispanidad. Con ella, además, al manejarse grandes grupos de palabras, se aprende el significado de miles de ellas, que es otro de los grandes problemas del hispanoparlante, esto es, que no sólo se trata de escribir bien, sino también saber qué se está diciendo con lo que se escribe.
Esta investigación sobre la ortografía española demuestra que las reglas de acentuación en las palabras agudas, graves, esdrújulas y sobresdrújulas, tres de ellas, esdrújulas y sobresdrújulas, pero sobre todo las palabras graves, son erróneas, lo que ha dado como resultado que la mayoría no sepa bien acentuar las palabras hispanas.
Son muchas las riquezas aportativas que tiene la enciclopedia de la Ortografía del Idioma Español, y con ella ya se puede bien escribir, ortográficamente, a todo el idioma español.
https://emiliorojasescritor.com/enciclopedia-de-la-ortografia-del-idioma-espanol-tomo-i/

## Distinciones Honorificas
Por esta labor hecha ante alumnos y maestros, a dos bibliotecas escolares le han puesto su nombre:
1. En la secundaria 302, “Luis Donaldo Colosio Murrieta”, con domicilio en la Delegación Magdalena Contreras de la Ciudad de México.
2. En la Secundaria Oficial 919, “Jaime Nuno”, con domicilio en Coacalco, en el estado de México.
- Datos: Q5831302